# Hoogspanningslijn Maasbracht-Boekend
De hoogspanningslijn Maasbracht-Boekend, is een hoogspanningslijn tussen de plaatsen Maasbracht en Boekend in Nederland. De lijn heeft een capaciteit van 150 kV. Volgens oude netkaarten werd de lijn omstreeks 1972 aangelegd. Een deel van het traject, tussen Haelen en Boekend, kreeg hetzelfde type mast als op het traject van Boekend naar Venray, aan de hoogspanningslijn Maasbracht-Boxmeer. Behalve in Maasbracht en Boekend staat er nog een hoogspanningsstation in Helden.
- HoogspanningsNet. informatie over hoogspanning in Nederland

Aarle Rixtel-Helmond Oost  .
Boxmeer-Dodewaard   · 
Geertruidenberg-Eindhoven · 
Geertruidenberg-Krimpen  .  
Maasbracht-Boekend  · 
Maasbracht-Boxmeer  .
Maasbracht-Dodewaard  · 
Maasbracht-Eindhoven  ·  
Oss-Uden  .
Uden-Aarle Rixtel  .